# 貝取澗温泉

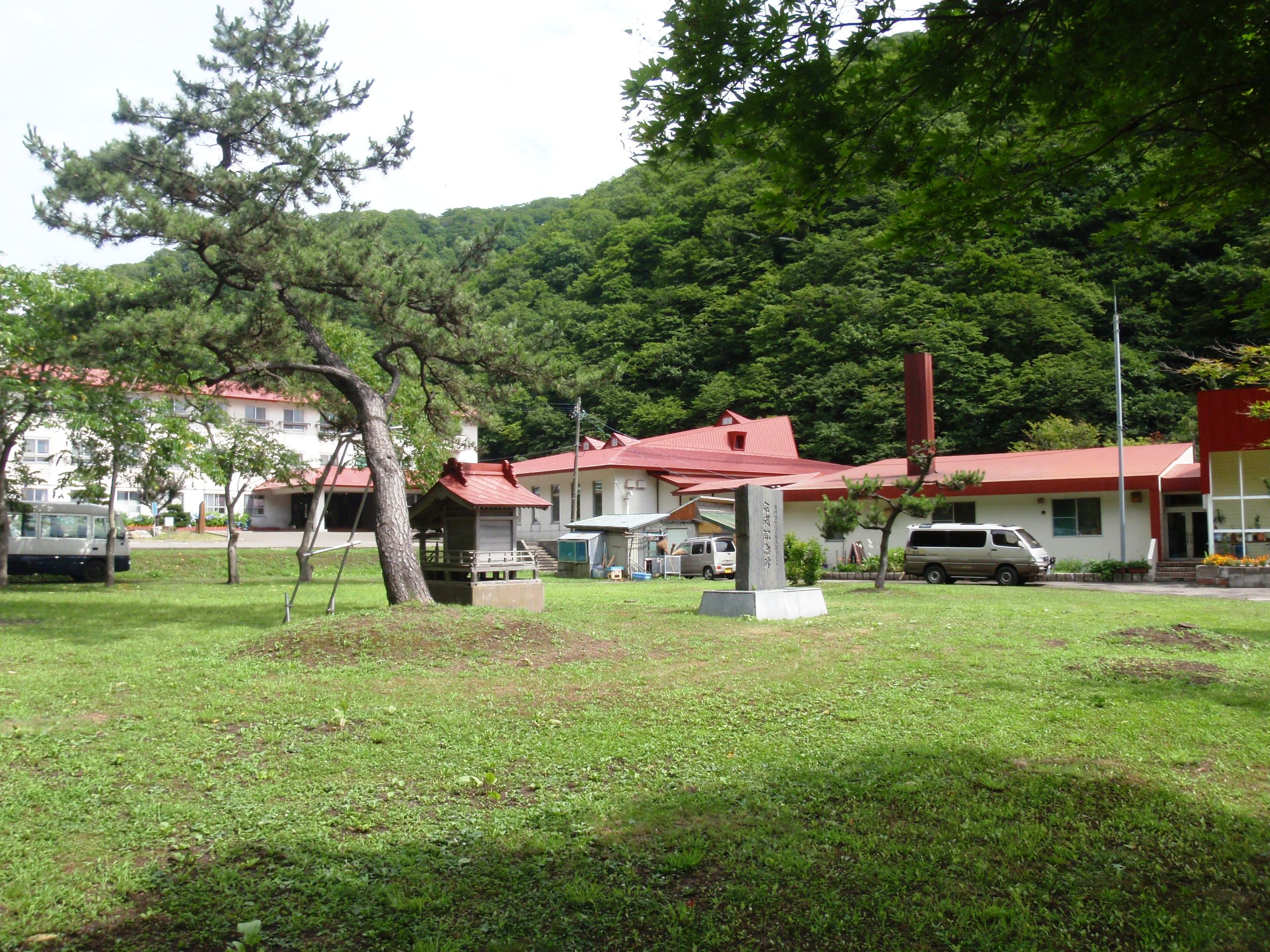
左あわび山荘、右温泉保養センター

貝取澗温泉（かいとりまおんせん）は、北海道久遠郡せたな町大成区貝取澗にある温泉。

## 泉質
- ナトリウム - 塩化物・炭酸水素塩泉（中性低張性高温泉）（旧泉質名：含重曹 - 食塩泉）
  - 源泉温度51.2℃、pH 6.5（中性）、湧出量毎分515L（自噴・動力）
  - 無色透明、微弱塩味、無臭[1]
    - 湧出時の泉色は無色であるが酸化によって黄褐色を呈する。

## 温泉街
国道229号から貝取澗川沿いに上った所に「あわび山荘」と日帰り入浴施設「大成国民温泉保養センター」が棟続きで建っている。ともに掛け流し方式（季節により加水）。
温泉地の近くには、町営のキャンプ場も存在する。また、自然が豊かな場所であり、林野庁指定のレクリエーションの森も周辺にある。
温泉熱を利用してアワビやヒラメの養殖も行なわれており、提供されるアワビ料理は名物となっている。
宿泊施設であるあわび山荘は「国民宿舎あわび山荘」の名称で大成町・せたな町が運営していたが、2019年（令和元年）10月20日をもって宿泊部門から撤退。株式会社大成温泉公社の運営にて、同年11月より国民宿舎を外した「あわび山荘」の名称で再開した。

## 歴史
- 1976年（昭和51年）3月27日 - 環境庁告示第27号により、国民保養温泉地に指定。

## アクセス
- 東ハイヤー・檜山海岸線予約バス（熊石 - 大成）「あわび山荘前」。熊石にて函館バス江差町方面、八雲駅方面と接続。